# Мелвілл (острів, Канада)
 Острів Мелвілл (англ. Melville Island) — острів у Північному Льодовитому океані в складі Канадського Арктичного архіпелагу. Восьмий за територією острів у Канаді; тридцять третій у світі. 
Острів площею 42 149 км² належить Північно-Західним територіям і території Нунавут Канади. Сам острів незаселений. Довжина — 320 км, ширина 50—210 км. 
У 1819 на острів прибув англієць Вільям Паррі: він став першим європейцем-дослідником, що висадився на острів Мелвілл, названий на честь британського державного діяча Роберта Дунаса Мелвілла.
Тварини острова: білі ведмеді, полярні вовки, полярні лисиці, вівцебики, чорні казарки та білі гуси (англ. Snow Goose).
В надрах острова знаходяться великі поклади природного газу.